# كيمياء أكتينيداتية

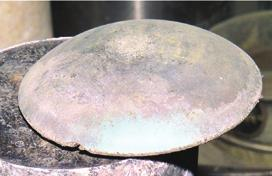

كيمياء أكتينيداتية أو كيمياء الأكتينيدات هو فرع رئيسي من فروع الكيمياء النووية الذي يبحث في العمليات والأنظمة الجزيئية للأكتينيدات. اشتق اسم الكيمياء الأكتينيداتية من عنصر المجموعة الثالثة الأكتينيوم. الرمز الكيميائي An يستخدم بشكلٍ عام في كيمياء الأكتينيدات للإشارة إلى أي من الأكتينيدات. 